# Sociedad Brasileña de Médicos Escritores
La Sociedad Brasileña de Médicos Escritores (SOBRAMES), fundada en 23 de abril de 1965 en la ciudad de São Paulo, es una asociación cultural sin fines lucrativos que congrega médicos que se dedican a la literatura. Fue creada en los moldes de la Unión Mundial de Escritores Médicos (UMEM).
Nacida con la denominación de Sociedad Brasileña de Escritores Médicos (SBEM), tuvo su denominación cambiada durante su VII Congreso brasileño, en Belo Horizonte, en 1979. El periodo de mandato del Presidente es de dos años, pudiendo ser reelegido. La elección se da durante el Congreso Nacional de Médicos Escritores, que cada bienio es realizado y promovido por un Regional.

## Sede nacional
La sede nacional de la SOBRAMES es itinerante, de acuerdo con el estado en que su presidente es afiliado. En 2014, durante el XXV Congreso Brasileño de Médicos Escritores, en la ciudad de Recife, fue elegido para el bienio 2015-2016 el médico paraibano radicado en Pernambuco Luiz de Gonzaga Braga Barreto.

## Entidades regionales
La SOBRAMES está hoy presente en varios estados brasileños, en unidades regionales, con la misma finalidad.

### Alagoas
Fundada en 19 de marzo de 1977 por el médico José Medeiros, la SOBRAMES/AL sufrió una desactivación temporal entre 1993 y 2000, cuando fue reactivada, nuevamente por las manos de su fundador, que desde entonces ejerce su presidencia. Actualmente el presidente de la regional es el médico José Medeiros. La regional alagoana promovió el XII Congreso Brasileño de Médicos Escritores en 1988 y la vigésima primera edición del referido congreso en 2006.

### Amazonas
Fundada en 1986 por Antônio Loureiro, Manoel Bastos Lira, Maria José Vieira y Simão Arão Pecher. Publica la Revista do Instituto de História da Medicina do Amazonas, en asociación con ese instituto. Simão Arão Pecher, poeta, compositor y cantante, es el actual presidente regional.

### Bahía
Constituida el 5 de diciembre de 1968, tuvo como primer presidente Itazil Benício dos Santos, cargo ejercido actualmente por Ildo Simões Ramos. Fue la regional organizadora del cuarto congreso brasileño, en 1972, y del decimotercero en 1990.

### Ceará
Creada el 24 de agosto de 1982, tiendo la primera dirección tomado posesión en 4 de noviembre del mismo año. Su primer presidente fue el médico escritor Emmanuel de Carvalho Melo. El actual presidente es el médico Francisco Flávio Leitão de Carvalho. Publica la revista Literapia.
La sección consta con numerosas publicaciones / coletaneas:
- Verdeversos
- Temos um pouco
- Criações
- Sobre todas as coisas
- Letra de médico
- Efeitos colaterais
- Meditações
- Outras criações
- Esmeraldas
- Prestações
- Amostra grátis
- Antologia até agora
- Literapia[5]
- Recidivas''
- Sinais vitais
- Palpitações
- InPulsos
- Anseios da face
- Para os devidos fins
- Veia poética
- Rima labial
- Inspiração
- Queixa Principal
- Achado casual.

### Distrito Federal
La sección del Distrito federal tiene como presidente el Cláudio Luiz Viegas. 

### Espírito Santo
La sección regional de Espírito Santo es presidida por el médico neurologista José Di Cavalcanti Júnior.

### Goiás
Fausto Gomes preside la regional sección goiana.

### Maranhão
Arquimedes Vale preside la regional maranhense.

### Mato Grosso
La sección regional de Mato Grosso fue fundada el 12 de julio de 1996, teniendo como primer presidente el médico Odoni Gröhs, que actualmente vuelve a ejercer ese cargo.Mato Grosso do SulLa regional sur-matogrossense es dirigida por el médico Hugo Costa Filho.

### Minas Gerais
Fundada en 7 de agosto de 1970, durante congreso de la SOBRAMES (entonces aún denominada SBEM). Fue durante el VII Congreso Nacional, realizado en Minas Gerais el año de 1977 que hubo cambio de nombre de Sociedad Brasileña de Escritores Médicos - SBEM para la denominación actual Sociedad Brasileña de Médicos Escritores - SOBRAMES. Actual presidente es José James de Castro Barros (2011-2012).

### Pará
La regional de Pará es presidida por el Dr. Alípio Augusto Bordallo. Edita un periódico, El parauara.

### Paraíba
La sección regional de Paraíba fue fundada el 10 de agosto de 1974, siendo su primer presidente el médico Lourival de Gouveia Moura. Fue desactivada en 1976, tiendo su reactivación ocurrida en 1999. Es presidida por el Dr. José Ribeiro Faria Sobrino.

### Paraná
La sección regional de Paraná fue instalada en 14 de agosto de 1969, siendo su primer presidente Glaucio Bandera. La dirección del bienio 2010-2012 es compuesta por Sérgio Augusto de Munhoz Pitaki (presidente), Fahed Daher (primer Vicepresidente), Sonia Maria Barbosa Braga (segunda Vicepresidente), Paulo Maurício Piá de Andrade (primer Secretario), Maurício Norberto Friederich (segundo Secretario), Maria Fernanda Mestizo Ribeiro (primer tesorero) y Edival Perrini (segundo tesorero).
La Sobrames-PR ya acogió los congresos brasileños de 1968 (antes de su instalación oficial), de 1984, y de 2012.

### Pernambuco
La SOBRAMES/PE, creada en 24 de febrero de 1972 durante el IV Congreso Brasileño de Escritores Médicos, realizado en Salvador, Bahía, tuvo como su primer presidente el médico Valdemar de Olivo. En su sede, en Recife, en el Memorial de la Medicina de Pernambuco, es mantenida la Galería Fotográfica de los Presidentes Nacionales de la SOBRAMES, inaugurada en 2001.
La actual dirección 2014/2015 es compuesta por los médicos-escritores José Arlindo Gomes de Sá (Presidente), Luiz de Gonzaga Braga Barreto (Vicepresidente), Luiz Coutinho Dias Filho (secretario), Mário Vasconcelos Guimarães (Tesorero) y Claudio Renato Pina Moreira (Director Cultural). Publica una revista anual, la Revista Oficina de Letras, con cerca de trescientas páginas, y un boletín mensual, el Boletim Sobrames,  que son distribuidos a los asociados y a las entidades literarias.
Libros publicados por la regional:
- Coletânea
- Coletânea II
- Encontro com a poesia 5
- José Lourenço de Lima - médico da palavra
- Nietzsche, filosofia e Abath
- Relembrando Adalberto Bello
- Valdemar vivo
- A Sobrames/PE na casa de Nabuco
- Presença poética na Sobrames de Pernambuco

### Piauí
La sección regional piauiense está dirigida por Kátia Marabuco Souza.

### Rio Grande do Norte
La sección regional potiguar está dirigida por el médico Francisco Edilson Leite Pinto Júnior.

### Rio Grande do Sul
En el Rio Grande do Sul nació primero la Sociedade Gaúcha de Médicos Poetas, el 4 de abril de 1997, por desconocimiento de la existencia de la SOBRAMES. Apenas el 22 de abril de 1997 fue fundada la regional gaúcha de la Sobrames, después de haber sido invitada por el médico cearense Geraldo Bezerra, el entonces secretario nacional de la entidad, que había recibido el llamamiento a través de la Revista da Associação Médica Brasileira para participar en la entidad.
La sección regional gaúcha ya organizó dos congresos nacionales: el XVIII Congreso, en 2000 (Gramado), y el XX Congreso, 2004 (Bento Gonçalves).
Es actualmente presidida por Luiz Alberto Fernandes Soares.

### Rio de Janeiro
Fundada el 12 de febrero de 1969, como Regional Guanabara, siendo su primer presidente el médico escritor Mateus Vasconcelos, y todavía bajo la denominación antigua de Sociedad Brasileña de Escritores Médicos - SBEM, la SOBRAMES/RJ promovió el I Congreso Brasileño de Médicos Escritores en 1966 (antes, todavía, de su fundación), el VI Congreso, en 1976, el VIII Congreso, en 1980, y el XI Congreso, en 1986.
Es presidida por Rosiclelia Matuk Fuentes Torrelio desde 2011.

### Rondônia
La sección regional de Rondônia es presidida por Viriato Moura.

### Santa Catarina
José Warmuth Teixeira preside la sección regional catarinense.

### São Paulo
La sección regional de São Paulo eligió sua primer directoria el 28 de diciembre de 1971, siendo su primer presidente el médico escritor Paulo de Almeida Toledo.
Posteriormente, como consecuencia de las luchas internas que ocurrieron en 1978 y la aprobación de los estatutos de la entidad nacional, en 1979, cambiando el nombre de Sociedad Brasileña de Escritores Médicos para Sociedad Brasileña de Médicos Escritores, esta regional, la única que no aceptó este cambio, se autosegregó y extinguió, no retomando sus actividades hasta 1988 bajo la nueva denominación, con el resultado de que en su obra A Pizza Literária - quinta fornada, es citada la fecha de 16 de septiembre de 1988 como su fundación.
La SOBRAMES/SP publica el periódico virtual O Bandeirante, editado por Josyanne Rita de Arruda Franco y Marcos Gimenes Salun. Este periódico está siendo distribuido también impreso, y ya completó 250 ediciones (septiembre de 2013). 
Su dirección actual (bienio 2013/2014) está formada por los médicos-escritores 
- Josyanne Rita de Arruda Franco (Presidente)
- Carlos Augusto Ferreira Galvão (Vice-presidente)
- Márcia Etelli Coelho Primero Secretario
- Maria do Céu Coutinho Louzã Segundo Secretario
- José Alberto Veira Primer Tesourero
- Aida Lucia Pulin Dal Sasso Begliomini Segundo Tesorero

### Sergipe
Marcos Aurélio Prado Dias es el presidente de honor de la regional sergipana. Fundó la entidad en Sergipe el 16 de mayo de 2000, siendo su primer presidente. El acta de fundación fue firmada por los médicos José Hamilton Maciel Silva, Marcelo Ribeiro, Carlos Umberto Pereira, Jorge Martins, Henrique Batista y Silvio Amaral. Marcos Prado Dias comandó la entidad hasta el 23 de marzo de 2009, cuando se afastó por enfermedad, asumiendo en esta fecha el médico Marcelo Ribeiro, en presencia de los médicos José Maria Chaves, el entonces presidente nacional de la Sobrames, y João de Deus Pereira da Silva, de la dirección de la Sobrames del Ceará. 
El 17 de julio de 2013, una asamblea general convocada por la Academia Sergipana de Medicina designó una comisión especial para organizar la entidad y convocar elecciones para el mandato 2014/16, bajo la coordinación del médico Lucio Antônio Prado Dias, teniendo con los demás componentes los médicos Paulo Amado y José Hamilton Maciel Silva. En dicha Asamblea tuvo lugar una conferencia de Luiz de Gonzaga Braga Barreto sobre la historia de la Sobrames. El 26 de mayo de 2014 ocurrió una Asamblea General para escoger la dirección, siendo elegido por aclamación el médico Lúcio Antônio Prado Dias. Él asumió el cargo en agosto de 2014, con la presencia del entonces presidente nacional de la Sobrames Sérgio Pitaki. 
Entre as ações da Sobrames Sergipe estão a realização de saraus lítero-musicais, já tendo ocorrido quatro Saraus nos meses de novembro e dezembro de 2014 e fevereiro e março de 2015. 
A Sobrames Sergipe foi escolhida para coordenar, em abril de 2015, as atividades alusivas à celebração do Jubileu de Ouro de fundação da Sobrames e recepcionar em Aracaju os associados de todo o país.

### Tocantins
La sección regional de Tocantins es presidida por Odir Roch.

## Congresos
Cada dos anos la SOBRAMES realiza un Congreso Brasileño de Médicos Escritores.
Hasta ahora fueron realizados 24 de estos eventos:
1. 1966 - Petrópolis (RJ)
2. 1968 - Curitiba (PR)
3. 1970 - São Paulo (SP)
4. 1972 - Salvador (BA)
5. 1974 - Recife (PE)
6. 1976 - Rio de Janeiro (RJ)
7. 1978 - Belo Horizonte (MG)
8. 1980 - Rio de Janeiro (RJ)
9. 1982 - Recife-Olinda (PE)
10. 1984 - Curitiba (PR)
11. 1986 - Rio de Janeiro (RJ)
12. 1988 - Maceió (AL)
13. 1990 - Salvador (BA)
14. 1992 - Recife (PE)
15. 1994 - São Paulo (SP)
16. 1996 - Fortaleza (CE)
17. 1998 - São Paulo (SP)
18. 2000 - Gramado (RS)
19. 2002 - Belo Horizonte (MG)
20. 2004 - Bento Gonçalves (RS)
21. 2006 - Maceió (AL)
22. 2008 - Fortaleza (CE)
23. 2010 - Ouro Preto (MG)
24. 2012 - Curitiba (PR)
25. 2014 - Recife (PE)

El XXVI Congreso Brasileño de Médicos Escritores está programado para tener lugar en septiembre/octubre de 2016, en la ciudad de São Paulo.

## Categorías de asociados
Hay básicamente cuatro categorías de socios en cada sección regional de la SOBRAMES:
- Titular - médico-escritor, en cualquier ramo de la literatura;
- Colaborador - escritor no-médico que tenga intereses y comparte los ideales de la SOBRAMES;
- Honorario - escritor de renombre o con servicios notables prestados a la literatura;
- Benemérito - persona o entidad que haya contribuido para el crecimiento patrimonial de la SOBRAMES.

El asociado titular puede ser propuesto por otro asociado o presentarse personalmente, siendo su aceptación realizada después de haber sido presentado en la reunión de la sección.
Os associados das demais categorías devem ser propostos por um associado titular, e sua entrada está condicionada à aceitação pelos presentes (por aclamação) em reunião da entidade.